# Anna Lundén
Anna Lundén (Stoccolma, 22 luglio 1958) è un'ex cestista svedese.

## Carriera
Con la Svezia ha disputato i Campionati europei del 1978.